# Comtat de Dallas (Texas)
El comtat de Dallas de Texas (en anglès: Dallas County, Texas) és un comtat administratiu dels Estats Units dins l'estat de Texas es troba dins l'àrea metropolitana de Dallas–Fort Worth–Arlington. En el cens de 2010 aquest comtat tenia 2.368.139 habitants i és el novè comtat més poblat dels Estats Units. El comtat de Dallas de Texas va ser fundat l'any 1846 i rep el nom de George Mifflin Dallas, qui va ser el onzè vicepresident dels Estats Units.
La seu del comtat és a Dallas la qual també és la ciutat més gran del comtat i la tercera més gran de Texas.

## Geografia
Aquest comtat té una superfície de 2.352 km².

## Ciutats i viles
| - Addison - Balch Springs - Cedar Hill† - Carrollton† - Cockrell Hill - Combine† - Coppell† - Dallas† | - DeSoto - Duncanville - Farmers Branch - Ferris† - Garland† - Glenn Heights† - Grand Prairie† - Grapevine† | - Highland Park - Hutchins - Irving - Lancaster - Lewisville† - Mesquite† - Ovilla† - Richardson† | - Rowlett† - Sachse† - Sand Branch (sense incorporar) - Seagoville† - Sunnyvale - University Park - Wilmer - Wylie† |

†Indica una municipalitat les fronteres físiques de la qual s'estenen més enllà del comtat de Dallas